# 286P/Christensen
286P/Christensen est une comète périodique du système solaire, découverte le 3 juin 2005 par Eric J. Christensen.